# D-BOYS
D-BOYS—日本渡邊娛樂所屬的偶像男演員團體。
D有Drama（戲劇）、Dream（夢想）、Debut（初次亮相）、Discovery（發現）、Development（成長）的意思。所屬成員大多有出演網球王子舞台劇和特攝片的經驗。

## 概要
- 初期的正式成員為一太郎，遠藤雄彌，柳浩太郎3人。

- 2004年7月27日舉行「D-BOYS Audition」。

得獎：中村優一（優勝）、五十嵐隼士．中村勝樹（準優勝）、和田正人（特別審查員賞）。
- 2004年10月，

中村優一，五十嵐隼士，中村勝樹，和田正人，加治將樹，城田優，足立理，鐵進太郎，皆川祐馬加入。
- 2004年12月，

荒木宏文，鈴木裕樹加入。
- 2005年7月31日，舉行第二回「D-BOYS Audition」。

得獎：熊井幸平（優勝）、瀨戶康史（準優勝）、中川真吾（特別審查員賞）。
- 2005年12月，

熊井幸平，瀨戶康史，中川真吾加入。
- 2006年3月，

D-BOYS 2nd寫真集「START!」發售，突破10000本。
- 2006年4月10日，

D-BOYS首次的正規節目「DD-BOYS」（EX）開始播映。
- 2006年9月3日，舉行第三回「D-BOYS Audition」。

得獎：柳下大（優勝）、牧田哲也（準優勝/月刊デ・ビュー賞）、三好真（smart賞）。
- 2006年12月，

柳下大加入。
- 2007年5月26日，舉行第四回「D-BOYS Audition」。

得獎：碓井將大（優勝）、三上真史（準優勝）
- 2007年7月1日，

牧田哲也，中村昌也加入。
- 2007年12月末，

碓井將大，三上真史加入。
- 2008年6月1日，舉行第五回「D-BOYS Audition」。總共2萬2000多人參加，為歷屆最多。

得獎：山田悠介（優勝）、西井幸人（準優勝）、三津谷亮（特別審查員賞）。
西井為歷屆最年輕得獎者（12歲）。
- 2008年7月25日，

高橋龍輝加入。
- 2008年12月1日，

橋本汰斗加入。
- 2009年7月1日，

山田悠介加入。
- 2009年

D-BOYS弟分組合D2結成。這之後「D-BOYS Audition」獲獎者幾乎都加入D2。2010年4月開始活動。
- 2010年

渡边娱乐成立10周年，紀念企劃「2010年 D-BOYS PROJECT」啟動。
特別組合D☆DATE發行CD出道。
- 2013年10月

以「新生D-BOYS」為名，發表D2加入D-BOYS，發表時組合擁有30人。
「D-BOYS Audition」時隔3年再次舉行。
- 2015年

宮崎秋人加入。
- 2016年

中尾暢樹加入。
- 2021年9月30日

西井幸人畢業。

## 成員
（年齡順）
- 和田正人（Wada Masato、1979年8月25日）
- 荒木宏文（Araki Hirofumi、1983年6月14日）
- 鈴木裕樹（Suzuki Hiroki、1983年10月3日）
- 陳內將（Jinnai Sho、1988年1月16日）
- 三津谷亮（Mitsuya Ryo、1988年2月11日）
- 瀨戶康史（Seto Kouji、1988年5月18日）
- 碓井將大（Usui Masahiro、1991年12月3日）
- 宮崎秋人（Shuto Miyazaki、1990年9月3日）
- 山田裕貴（Yamada Yuki、1990年9月18日）
- 前山剛久（Maeyama Takahisa、1991年2月7日）
- 堀井新太（Horii Arata、1992年6月26日）
- 高橋龍輝（Takahashi Ryuki、1993年3月28日）
- 荒井敦史（Arai Atsushi、1993年5月23日）
- 池岡亮介（Ikeoka Ryosuke、1993年9月3日）
- 志尊淳（Shison Jun、1995年3月5日）
- 大久保祥太郎（Okubo Shotaro、1995年8月27日）
- 中尾暢樹（Masaki Nakao、1996年11月27日）

### 已離隊成員
- 一太郎，2005年3月畢業，脫離渡邊娛樂。
- 中村勝樹，2005年4月1日從官方網站中除名，後來於D-BOYS的BBS中宣佈脫離。
- 鐵進太郎，2005年4月1日從官方網站中除名，後來於D-BOYS的BBS中宣佈脫離。
- 皆川佑馬，2007年2月1日從官方網站中除名，設置個人網頁。
- 城田優，2008年7月6日畢業，設置個人網頁。
- 熊井幸平，2008年10月1日從官方網站中除名，脫離渡邊娛樂，已轉換其他的事務所。
- 中村昌也，2010年4月6日脫離。
- 中川真吾，2010年11月30日脫離。
- 中村優一，2011年11月8日脫離。
- 足立理，2012年9月17日畢業。
- 遠藤雄彌，2012年9月17日畢業（初代隊長）。
- 加治將樹，2012年9月17日畢業。
- 五十嵐隼士，2013年11月引退。
- 上鶴徹，2014年12月25脫離。
- 橋本汰斗，2015年12月25日畢業。
- 山口賢貴，2015年12月25日畢業。
- 近江陽一郎，2016年3月31日畢業。
- 高橋龍輝，2016年6月30日畢業。
- 阿久津愼太郎，2016年9月30日畢業。
- 柳浩太郎，2016年12月20日畢業。
- 三上真史，2017年4月30日畢業。
- 土屋SION，2018年9月28日畢業。
- 根岸拓哉，2018年12月26日畢業。
- 白又敦，2019年3月29日畢業。
- 牧田哲也，2020年7月31日畢業。
- 柳下大，2020年9月30日引退。
- 山田悠介，2021年3月31日畢業。
- 西井幸人，2021年9月30日畢業。

## 主演作品

### 電視
- DD-BOYS

### 電台
- D-RADIO BOYS featuring D-BOYS（bay-fm）

### 舞台
- D-BOYS STAGE vol.1　完売御礼（2007年6月）

- D-BOYS STAGE vol.2　Last Game（2008年6月）

- D-BOYS STAGE vol.3　鴉〜KARASU〜 04 / 鴉〜KARASU〜 10（2009年4月/10月）

### 寫真集
- D-BOYS（東京ニュース通信社、2005年4月、ISBN 4-924566-42-X）

- START!（学習研究社、2006年3月、ISBN 4-05-403035-1）

- DASH!（角川ザテレビジョン、2008年12月12日、ISBN 4-04-895035-5）

- カレンダー2009.4⇒2010.3（2009年3月上旬）

### DVD
- D-BOYS Collection（プリンス・トレーディングカードVOL.1）（発売元：ポニーキャニオン／学研）

鈴木裕樹PCBG.10841／荒木宏文PCBG.10842／瀬戸康史PCBG.10843（2007年7月21日）
- DD-BOYS（発売元：ContentsLeague）
  - vol.1（2006年10月27日）VIBZ-5006
  - vol.2（2006年10月27日）VIBZ-5007
  - vol.3（2006年10月27日）VIBZ-5009
  - vol.4（2006年11月22日）VIBZ-5008
  - vol.5（2006年11月22日）VIBZ-5009
  - vol.6（2006年11月22日）VIBZ-5010

- D-BOYS STAGE（発売元：ContentsLeague）
  - vol.1（2007年10月24日）VIBZ-5039~40
  - vol.2（2008年9月24日）VIBZ-5097~8
  - vol.3 鴉～KARASU～ 04（2009年7月24日、発売予定）CLVS-1013

- D-BOYS BOY FRIEND series（販売元：ジェネオン・ユニバーサル・エンターテイメントジャパン）
  - vol.1「五十嵐隼士 NO-FICTION」（2009年6月24日、発売予定）CLVS-1008
  - vol.2「中村優一 タイトル未定」（2009年8月21日、発売予定）

### 雜誌連載
- D-DAYS（月刊De-View、オリコン·エンタテインメント刊、毎月1日発売）

## 外部連結
- D-BOYS官方網頁（页面存档备份，存于）

1. ↑  Schley, Matt. . Otaku USA Magazine. 2016-01-21  [2023-07-30]. （原始内容存档于2023-07-30） （美国英语）.